# غيرفيه مارتيل
غيرفيه مارتيل (بالفرنسية: Gervais Martel)‏ هو شخصية أعمال فرنسي، ولد في 20 نوفمبر 1954 في أويجنيس في فرنسا.